# Barney McGill
Bernard „Barney“ McGill (* 30. April 1890 in Salt Lake City, Utah, USA; † 11. Januar 1942 in Los Angeles, Kalifornien, USA) war ein US-amerikanischer Kameramann.

## Leben
McGill arbeitete zunächst als Fotograf und Kameraassistent, bevor er nach dem Ende des Ersten Weltkriegs zum Chefkameramann aufstieg. Er gestaltete meist zweitklassige Filme. Eine Ausnahme stellte Archie Mayos Svengali dar, für den McGill 1931 für einen Oscar in der Kategorie Beste Kamera nominiert wurde.
McGill starb 1942 infolge einer schweren Krankheit. Im Laufe seiner Karriere wirkte er bei über neunzig Filmen mit.

## Filmografie (Auswahl)
- 1919: Devil McCare
- 1919: Breezy Jim
- 1926: Rivalen (What Price Glory?)
- 1928: Die Arche Noah (Noah’s Ark)
- 1930: The Doorway to Hell
- 1931: Die Frau meines Freundes (Other Men's Women)
- 1931: Svengali
- 1931: Night Nurse
- 1932: 20.000 Jahre in Sing Sing (20,000 Years in Sing Sing)
- 1932: Die Hütte im Baumwollfeld (The Cabin in the Cotton)
- 1933: Ein charmanter Schwindler (Hard to Handle)
- 1933: The Keyhole
- 1933: The Mayor of Hell
- 1933: Employees’ Entrance
- 1933: Verschollen in New York (Bureau of Missing Persons)
- 1935: Folies Bergère de Paris
- 1935: Charlie Chan in Shanghai
- 1936: Crack-Up